# Sophie Barrelet
Sophie Barrelet (* 10. Januar 1893 in Hamburg; † 26. Oktober 1987 ebenda) war eine deutsche Lehrerbildnerin und nationalsozialistische Parteifunktionärin.

## Leben
Die Tochter eines Hamburger Kaufmanns stammte aus einer französisch-schweizerischen Familie und sprach bereits früh Englisch und Französisch. 1913 legte sie extern und aufgrund einer Ausnahmebewilligung an einer Knabenschule ihr Abitur ab. Nach dem Studium an der Universität Göttingen und der Universität Hamburg unterrichtete sie während des Ersten Weltkrieges an einer Schule. 1919/20 wurde sie als wissenschaftliche Mitarbeiterin am Romanischen Seminar der Universität Hamburg eingestellt und erhielt 1921 die Lehrbefähigung für Französisch, Spanisch, Latein, Mathematik und Philosophie. 1922 folgte ihre Dissertation Sprachgeographische Untersuchungen zum Problem der Nasalierung in Frankreich. Danach war sie als Lehrerin tätig.
Ab 1926 arbeitete Barrelet an der Universität Hamburg am Institut für Leibesübungen als „Akademische Turn- und Sportlehrerin“. 1934/35 wechselte sie zum Institut für Erziehungswissenschaften. Hier lehrte sie in der Sport- sowie der Fremdsprachendidaktik.
Zum 1. Mai 1933 trat Barrelet der NSDAP bei (Mitgliedsnummer 3.004.941) und übernahm mehrere Posten: Leiterin der Gaustelle für Erziehung und NS-Frauenschaft, Gausachbearbeiterin für Mädchenturnen an höheren Schulen, Gausachbearbeiterin für Frauenturnen, Mitglied der NS-Volkswohlfahrt sowie des Reichsluftschutzbundes. Sie unterzeichnete im November 1933 das Bekenntnis der Professoren an den deutschen Universitäten und Hochschulen zu Adolf Hitler.
Barrelets Lehre stand im Zeichen nationalsozialistischer Ideologie. Ihre fremdsprachendidaktischen Veranstaltungen an der Universität Hamburg 1936/37 waren „Die national-politische Aufgabe des fremdsprachlichen Unterrichts“ und „Mädchenerziehung und Frauenbildung im Neuen Reich“. In einem Artikel in der Berliner Zeitschrift Politische Leibeserziehung schrieb sie:
„Das Ziel aller Erziehung und damit auch der Leibeserziehung ist die Heranbildung der Mädchen zu gesunden deutschen Frauen, die sich ihrer völkischen Aufgabe bewußt sind. Volk, Rasse und Persönlichkeit sind die Richtungspunkte der Erziehung. Die Leibesübungen formen Leib und Seele als Träger des Rassenerbes.“
Als die Volksschullehrerausbildung aus der Universität an die Hochschule für Lehrerbildung ausgegliedert wurde, wurde Barrelet 1940 Professorin für die Lehrgebiete „Englisch, Französisch, Spanisch und Methodik des fremdsprachlichen Unterrichts“. 1942 wurde sie stellvertretende Leiterin der Hamburger Lehrerinnenbildungsanstalt II sowie 1944 Leiterin der Lehrerinnenbildungsanstalt III.
In ihrer Freizeit ging Barrelet aktiv dem Rudersport nach, förderte die Etablierung des Frauenruderns innerhalb des Deutschen Ruderverbandes und war Mitgründerin sowie bis 1965 Vorsitzende des Hamburger Ruderinnen-Clubs von 1925.
1962 ging sie in den Ruhestand. Sie starb am 26. Oktober 1987 im Alter von 94 Jahren.

## Familie
Sophie Barrelet war die Schwester des früheren Präsidenten des Hamburger SV, Henry Barrelet, und die Tante des früheren Präsidenten des Hamburger Fußball-Verbandes, Horst Barrelet.